# Zartkörnige Zieralge
Die Zartkörnige Zieralge (Cosmarium granatum) ist eine Algenart aus der Gruppe der Zieralgen (Desmidiales).

## Merkmale
Die Zellen sind klein, sie sind 26 bis 47 Mikrometer lang, 19 bis 30 Mikrometer breit und 10 bis 17 Mikrometer dick. Sie sind tief eingeschnürt. Ihre Seiten sind gerade oder konvex, selten auch konkav. Die Membran weist eine sehr feine Punktierung auf. Die Chloroplasten besitzen 4 Flügel und enthalten je ein Pyrenoid.

## Vorkommen
Cosmarium granatum ist eine der am weitesten verbreiteten Zieralgenarten. Sie ist in fast allen Gewässerarten zu finden und kommt auch im Plankton vor.

## Belege
- Heinz Streble, Dieter Krauter: Das Leben im Wassertropfen. Mikroflora und Mikrofauna des Süßwasser. Ein Bestimmungsbuch. Franckh-Kosmos Verlag, Stuttgart 2008, ISBN 978-3-440-11966-2.